# Schwartauer Werke
Die Schwartauer Werke GmbH ist ein Unternehmen mit Sitz in Schleswig-Holstein. Das Unternehmen wurde 1899 gegründet. Am Sitz in Bad Schwartau arbeiten über 950 Mitarbeiter. Zu den Produkten des Unternehmens gehören Konfitüren, Brotaufstriche, Dessertsaucen, Sirupe sowie Müsli- und Proteinriegel. Seit 2002 sind die Schwartauer Werke Teil des internationalen Lebensmittelkonzerns Hero AG.

## Geschichte

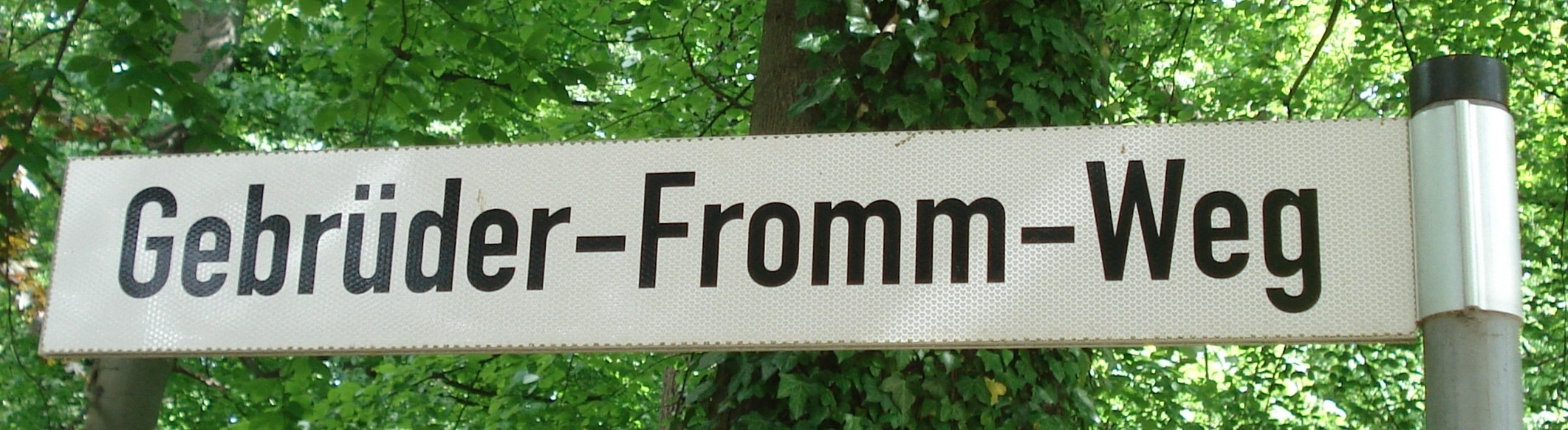
Die Brüder Paul und Otto Fromm gelten als Gründer der Schwartauer Werke

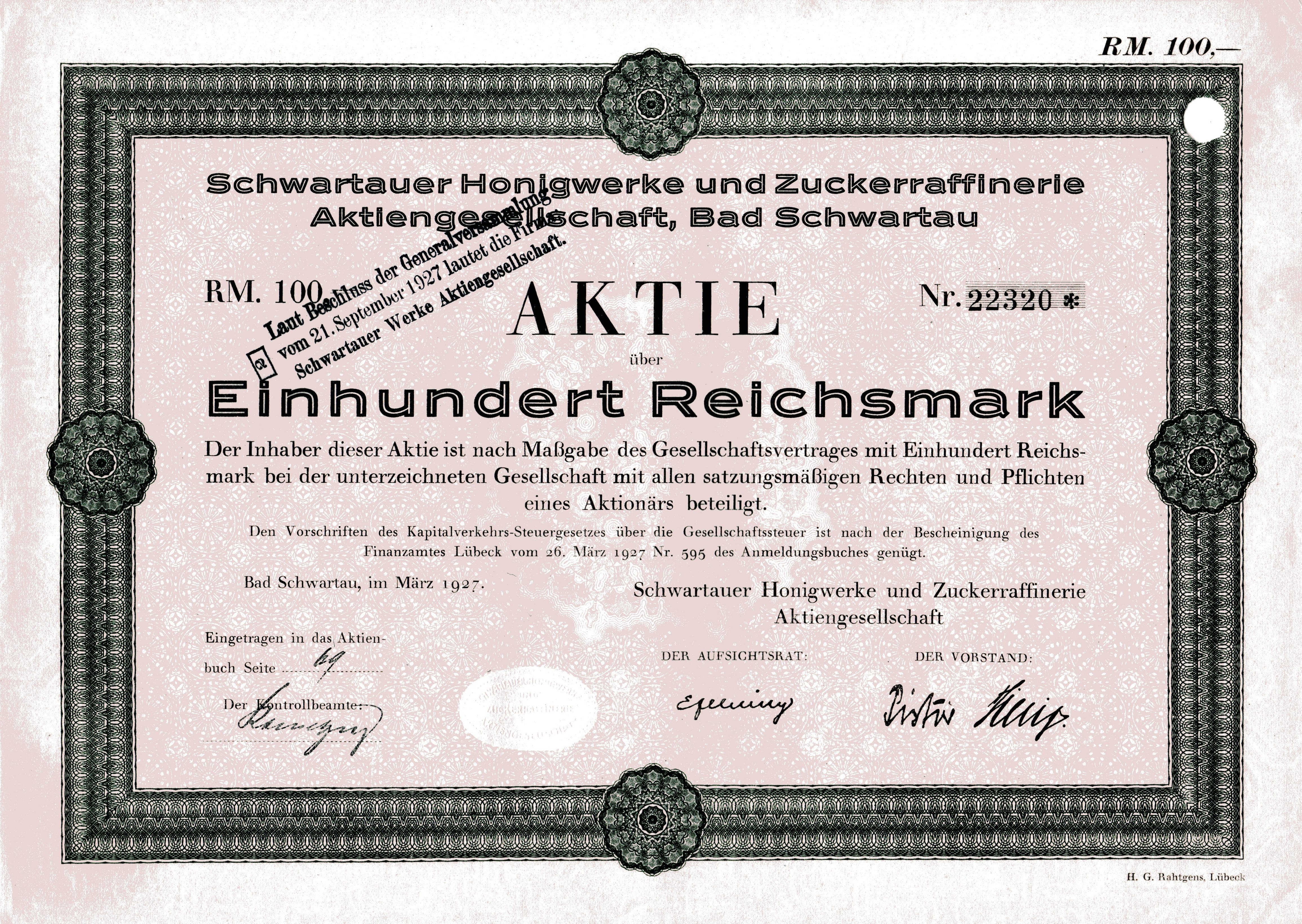
Aktie über 100 RM der Schwartauer Honigwerke und Zuckerraffinerie AG vom März 1927 mit Stempelaufdruck vom September 1927 mit dem neuen Firmennamen „Schwartauer Werke AG“

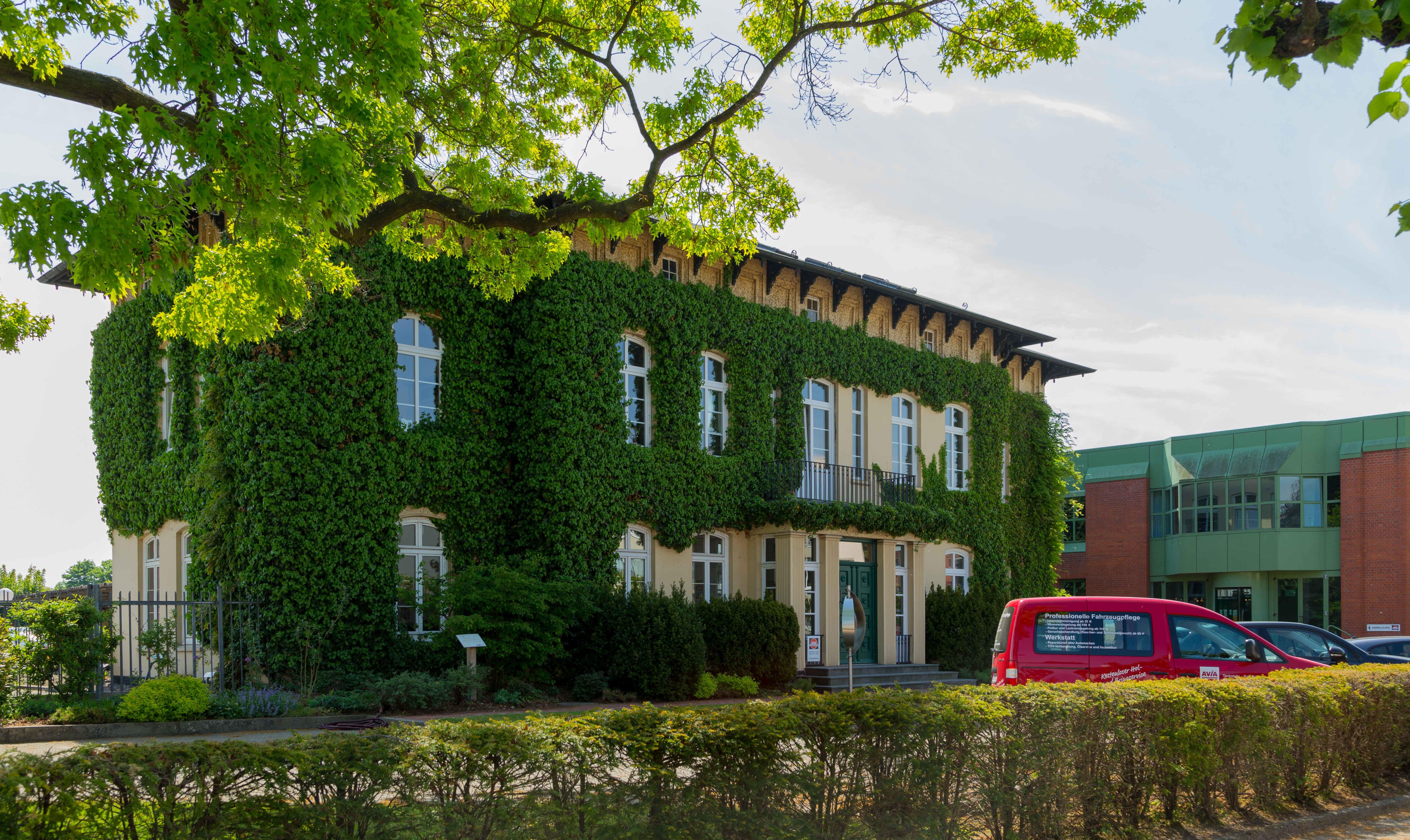
Verwaltungs- und Empfangsgebäude der Schwartauer Werke, Lübecker Straße

### Unternehmensgründung, erste Jahrzehnte
Das Unternehmen wurde 1899 von den Brüdern Paul (* 27. Februar 1871 in Rostock) und Otto Fromm (* 8. August 1872 in Rostock; † 15. August 1915 in Berlin) als offene Handelsgesellschaft unter dem Namen „Chemische Fabrik Schwartau“ gegründet. In den ersten Jahren wurden Kunsthonig, Preiselbeerkompott und Pflaumenmus hergestellt, aber auch Bohnerwachs und Fußbodenöl. Ab 1904 begann der Aufbau einer Abteilung für die Herstellung von Marmelade. 1907 erfolgte die Gründung einer Zuckerraffinerie. Das Unternehmen konzentrierte sich fortan auf die Herstellung von Produkten auf Fruchtbasis.
Mit der Änderung des Produktsortiments wurde 1912 der Firmenname von der Chemischen Fabrik in die „Schwartauer Honigwerke & Zuckerraffinerie Aktiengesellschaft“ geändert. Um die rohen Nahrungsmittel möglichst schnell in die Fabrik zur Weiterverarbeitung und dann zum Verkauf transportiert zu bekommen, wurde ein Eisenbahnanschluss geschaffen. Ebenfalls 1912 brachte Schwartau seine erste Konfitüre, die Schwartauer Fünffrucht Confitüren, auf den Markt. Im Ersten Weltkrieg profitierte Schwartau von der Kriegskonjunktur und konnte Dividenden im zweistelligen Prozentbereich verteilen. Zugleich mussten die Schwartauer Werke aber auch mit einer Knappheit von Arbeitskräften und dem Rohstoff Zucker auskommen. Nachdem Otto Fromm 1915 starb und sein Bruder Paul inzwischen aus der Firma ausgestiegen war, übernahmen die Vorstandsmitglieder Gerhard Blümer und Franz Schrader die Leitung des Unternehmens.

### Weimarer Republik und Nationalsozialismus
1922 erfolgte die Gründung der Tochtergesellschaften „Lübecker Pralinen- und Konfitürenfabrik GmbH“ für Marmeladen und Pralinen sowie „Lübecker Marzipan- und Backmassenfabrik GmbH“ („Lumaba“) für Marzipan und Backmassen. 1924 wurde mit der „Mablo-Werke GmbH“ eine weitere Tochtergesellschaft gegründet, die sowohl die eigene Rohmasse bewerben als auch speziell die weiterverarbeitende Industrie als Kunden anwerben sollte. Ebenfalls 1924 wurde Fritz Sierig Vorstandsmitglied, der später bis zu seinem Tod 1953 der langjährige Geschäftsführer des Unternehmens war.
1924 entwarf der Künstler Alfred Mahlau das Markenzeichen der Schwartauer Werke, die Türme der fünf Kirchen („Sieben Türme“) von Bad Schwartaus Nachbarstadt Lübeck, von Nord nach Süd gesehen: Jakobikirche, Marienkirche, Petrikirche, Aegidienkirche und Lübecker Dom.
1927 wurden die Schwartauer Werke, die Lübecker Marzipan- und Backmassenfabrik und der Lübecker Pralinen- und Konfitürenfabrik zur Schwartauer Werke AG zusammengeführt. Die Weltwirtschaftskrise überstand das Unternehmen durch gesenkte Preise für Marmelade, die durch gekürzte Löhne für Mitarbeiter und Vorstand und andere Einsparungen finanziert wurden.
In der Zeit des Nationalsozialismus beschäftigten auch die Schwartauer Werke AG Zwangsarbeiter. Sie hatten ein eigenes Zivilarbeiterlager mit etwa 110 Insassen. Marmelade wurde von den Nationalsozialisten als „Volksbrotaufstrich“ propagiert und die Schwartauer Werke wurden in den 1930er-Jahren in Richtung Autarkie für den bevorstehenden Zweiten Weltkrieg gelenkt.
Gegen Ende des Zweiten Weltkrieges ging aufgrund der Rohstoffknappheit die Produktion stark zurück, die Gebäude der Schwartauer Werke blieben aber von Bombenangriffen unbeschadet.

### Nachkriegszeit
In der Nachkriegszeit steigerte das Unternehmen seine Mitarbeiterzahl von rund 500 Personen im Jahr 1950 auf bis zu 1000 Personen während der Erntesaison am Ende der 1950er-Jahre. Dabei war unter den Produkten das Marmeladengeschäft erfolgreicher als andere Unternehmenszweige und wurde endgültig zum Kerngeschäft. Zwischen 1950 und 1961 verdoppelte sich der Umsatz des Unternehmens auf circa 58,5 Millionen D-Mark.
1959 folgte die Umwandlung des Unternehmens in eine GmbH, wodurch die Unternehmerfamilie Oetker, die bereits seit den 1930er-Jahren Anteile an der Schwartauer AG gehalten hatte, eine Mehrheit an dem Unternehmen erhielt. 1962 führten die Schwartauer Werke die Konfitüre Schwartau Extra ein, die bis in die Gegenwart verkauft wird. In der ersten Hälfte der 1960er-Jahre erlahmte allerdings das Unternehmenswachstum.
Durch Erbschaften wurde Ursula Oetker Mitte der 1960er-Jahre die Alleingesellschafterin der Schwartauer Werke. Diese waren zu diesem Zeitpunkt allerdings weitgehend unprofitabel und galten als Sanierungsfall.

### Modernisierung und Internationalisierung unter Arend Oetker

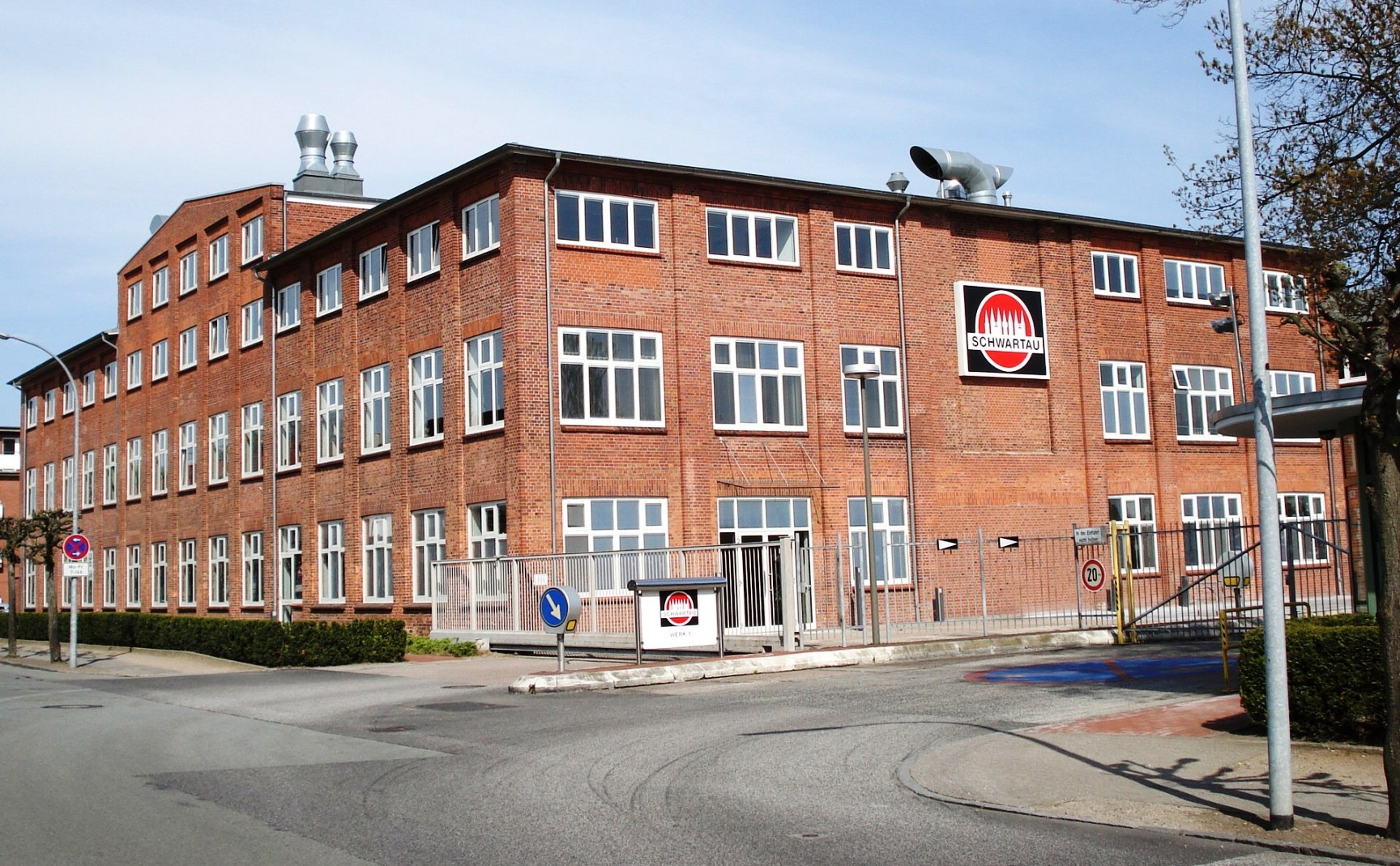
Das Werk 1 an der Lübecker Straße in Bad Schwartau

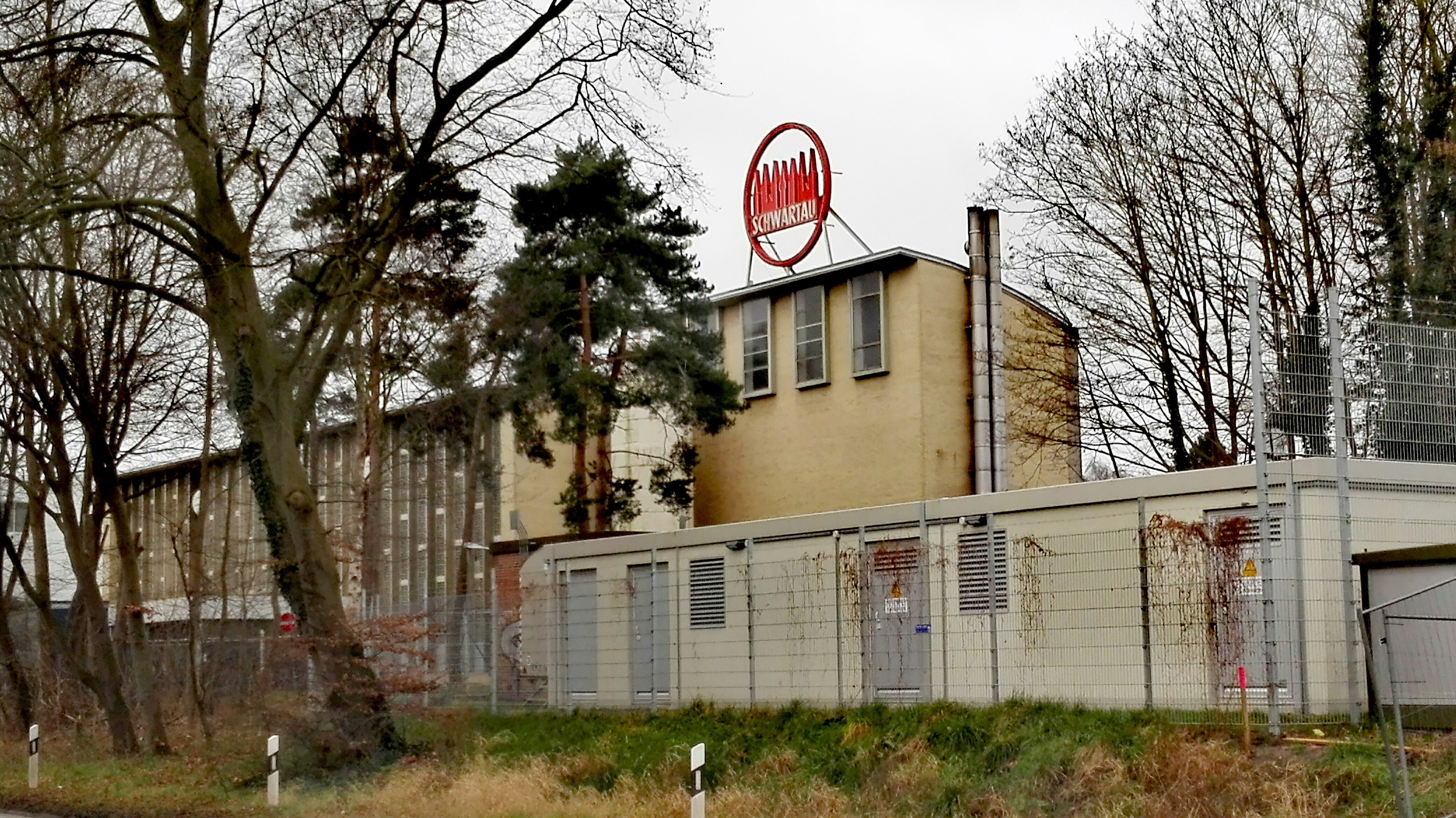
Eine weitere Produktionsstätte in der Lübecker Straße beim Leibniz Gymnasium

1968 übernahm Ursula Oetkers Sohn Arend Oetker das Unternehmen sowie den Vorsitz der Geschäftsführung der Schwartauer Werke. Unter seiner Leitung wurden die Schwartauer Werke saniert und internationaler ausgerichtet. Auch trieb er die Positionierung der Schwartauer Werke als Hersteller von Markenartikeln voran. Innerhalb der nächsten zwanzig Jahre verzehnfachte das Unternehmen seinen Umsatz. Die Unternehmensführung bestand ab den 1970ern über fast 30 Jahre aus Arend Oetker, Werner Holm und Lutz Peters, bis die letzteren beiden 2002 das operative Geschäft verließen.
1981 wurde mit der Herstellung eines Müsliriegels begonnen, der seit 1984 unter der Marke Corny verkauft wird. Die Schwartauer Werke zählten zu den ersten europäischen Unternehmen, die den aus den Vereinigten Staaten kommenden Müsliriegel einführten. Die Müsliriegel werden in dem sogenannten Corny-Werk in Bad Schwartau hergestellt. 1986 erwarben die Schwartauer Werke eine Lizenz zur Verwendung des Namens Mövenpick für Fruchtaufstriche und etablierten diesen als Premiummarke im deutschen Markt. Im August 2004 wurde der Vertrag zwischen den Schwartauer Werken und Mövenpick langfristig verlängert. 1986 begann der Bau des Schwartau-Werbeturms, der im Mai 1987 fertiggestellt wurde. Bis heute ist der Turm das Wahrzeichen der Schwartauer Werke.
1995 erwarben die Schwartauer Werke Mehrheitsanteile an dem Schweizer Lebensmittelhersteller Hero AG, der zu diesem Zeitpunkt bereits verschiedene Tochtergesellschaften hatte. Beide Unternehmen bedienten unterschiedliche Märkte in Europa, sodass ein Zusammenschluss beider in einem Unternehmen als wirtschaftlich förderlich gesehen wurde.
Bei dem 100. Geburtstag des Unternehmens im Jahr 1999 deckten die Schwartauer Werke rund 40 Prozent des Konfitüre-Marktes in Deutschland ab. Täglich wurden zu diesem Zeitpunkt rund 700.000 Gläser Konfitüre produziert, die in 35 Länder exportiert wurden. Die Umsatzerlöse lagen dabei bei 2,7 Milliarden D-Mark.

### Im neuen Jahrtausend

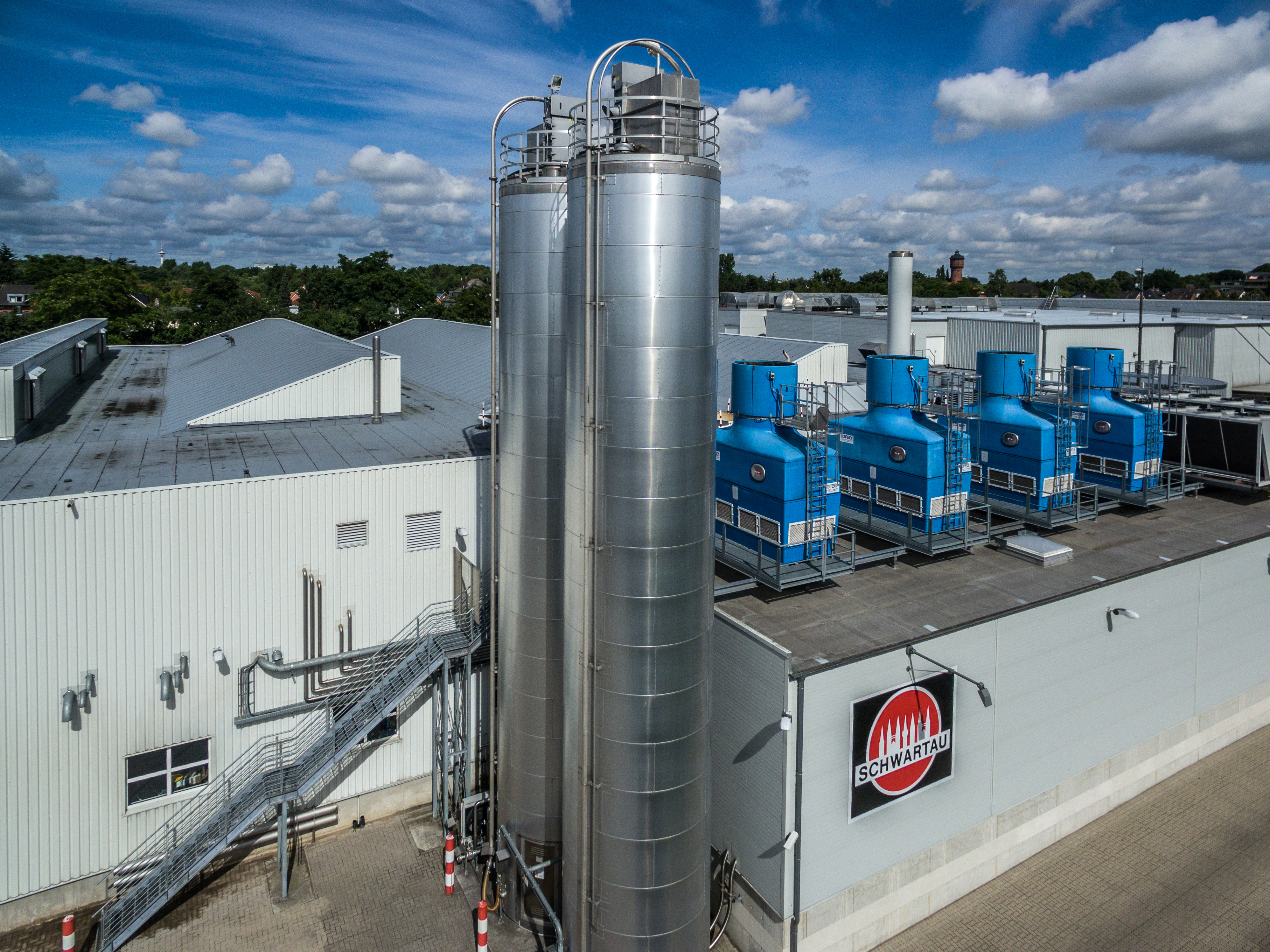
Produktionshalle auf dem Werksgelände der Schwartauer Werke (2017)

Seit 2002 sind die Schwartauer Werke Teil der Hero AG, an der Arend Oetker eine Mehrheitsbeteiligung hält. Zuvor war aus wirtschaftlichen und steuerlichen Erwägungen die Entscheidung gefallen, die Schwartauer Werke unter den Hero-Konzern einzugliedern statt umgekehrt. Die Firmenbezeichnung lautet seitdem „Schwartauer Werke GmbH & Co. KGaA“.
Im Juni 2006 wurde ein Forschungs- und Entwicklungscenter eröffnet. 2012 expandierte das Unternehmen und eröffnete ein zweites Konfitürenwerk am Standort in Bad Schwartau, wofür 20 Millionen Euro investiert wurden.
Seit 2012 bieten die Schwartauer Werke einen Werksverkauf an, 2018 wurde der Werksverkauf in die Innenstadt von Bad Schwartau verlegt.
2016 wurde bekannt, dass die Schwartauer Werke einen neuen Standort eröffnen möchten, um seine Produktionskapazitäten zu vergrößern und die Produktion zu modernisieren. Als Standort bewarben sich neben Bad Schwartau drei weitere Gemeinden. 2018 wurde beschlossen, mit allen Produktionszweigen in Bad Schwartau zu bleiben. Dabei wurde aber eine Modernisierung des Corny-Werkes sowie die Investition eines zweistelligen Millionenbetrags in Produktion und Logistik beschlossen. 2018 begannen die Arbeiten, die 2024 zum 125. Firmenjubiläum abgeschlossen wurden. Unter anderem erfolgte der Neubau eines Sozialgebäudes mit einer Kantine.
2024 wurde der Wasserturm Bad Schwartau saniert, der sich im Besitz der Schwartauer Werke befindet. Zugleich bekundete das Unternehmen Interesse an einem Verkauf, da es keine Verwendung für den Wasserturm habe.

## Unternehmensstruktur
Die Schwartauer Werke gehören seit 2002 zu dem Lebensmittelhersteller Hero AG im schweizerischen Lenzburg, an dem der langjährige Schwartauer-Werke-Inhaber Arend Oetker mehrheitlich beteiligt ist. In dem Konzern Hero AG sind mehrere Lebensmittelmarken organisiert. Hero AG erwirtschaftete als Gesamtkonzern 2023 einen Umsatz von rund 1,22 Milliarden Schweizer Franken, der Umsatz der Schwartauer Werke wird dabei auf ihrer Webseite mit rund 380 Millionen Euro angegeben (Stand: April 2024).
Die Geschäftsführung des Unternehmens besteht aus Markus Kohrs-Lichte (Vorsitzender der Geschäftsführung), Jörg Kehlen (Geschäftsführer Controlling, Finanzen und IT) sowie Thomas Sauermann (Geschäftsführer Supply Chain).

## Produkte
Die Schwartauer Werke produzieren Konfitüren, Fruchtaufstriche, Gelees und in Zusammenarbeit mit Mövenpick sogenannte „Gourmet-Frühstück“-Konfitüren. Weiterhin stellt das Unternehmen Müsli-Riegel, Dessert-Saucen und Lebensmittelprodukte wie Rote Grütze und Kaffeesirupe her. Ein großer Bereich ist die Müsliriegelmarke Corny, für deren Produktion 2023 rund 380 Mitarbeiter tätig waren. Im Jahr 2023 wurden in den Schwartauer Werken rund 760 Millionen Riegel produziert.
Für die Produktion der Konfitüren, Sirupe, Dessert-Saucen und Fruchtriegel kaufen die Schwartauer Werke ihre Früchte vorrangig in Europa ein. Laut dem Nachhaltigkeitsbericht 2022 des Unternehmens kamen 31 % der Früchte aus Deutschland und rund 95 % aus Europa. Exotische Früchte, wie zum Beispiel Ananas oder Mangos, werden aus Ländern außerhalb Europas bezogen.

## Schwartau Werbeturm

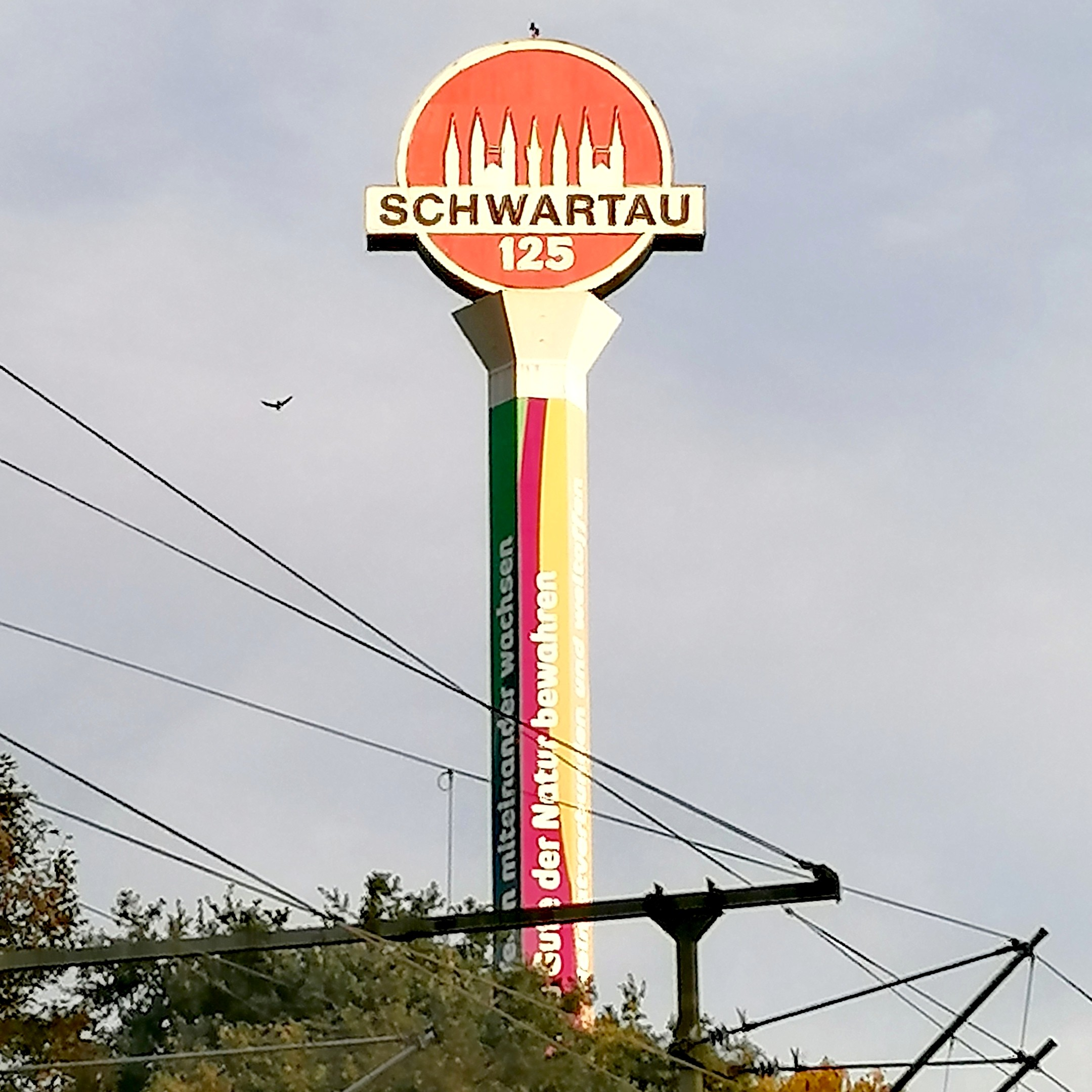
Werbepylon an der A 1

In den Jahren 1986/1987 errichteten die Schwartauer Werke in unmittelbarer Nähe der A 1 am Autobahndreieck Bad Schwartau (A 1/A 226) einen 50 Meter hohen Reklameturm („Schwartau Werbeturm“). Der Turm wurde im Mai 1987 in Betrieb genommen und befindet sich auf dem Gelände eines Autohauses.
Es handelt sich um eine sechseckige Säule (Pylon) mit einem Durchmesser von 4,50 m aus Beton mit einer kleinen Plattform auf der Spitze, auf der sich das Logo befindet. Das Logo hat einen Durchmesser von 10 m. Es ist bei Dunkelheit beleuchtet und dreht sich von 8 bis 22 Uhr (1,6 Mal je Minute). Auf der Spitze befindet sich eine rote Flugbefeuerung. Aufgrund seiner Höhe und der nächtlichen Beleuchtung ist der Turm weithin sichtbar. Durch seine exponierte Lage hat sich der Turm auch zu einem Wahrzeichen für die Stadt Bad Schwartau entwickelt.